# Вітрильний спорт на літніх Олімпійських іграх 1920
Змагання з вітрильного спорту на літніх Олімпійських іграх 1920 в Антверпені тривали з 7 до 10 липня поблизу узбережжя Остенде в Північному морі. Розігрувалося 16 комплектів нагород у відкритих дисциплінах, тобто жінки могли змагатися нарівні з чоловіками, однак відбулися змагання в 14-ти дисциплінах через відсутність учасників у класах 8,5 та 9 метрів.

## Країни
Джерело:
| Бельгія (BEL)  | Франція (FRA) | Велика Британія (GBR) | Нідерланди (NED) |  |
| Норвегія (NOR) | Швеція (SWE)  |                       |                  |  |

## Медальний залік
Джерело:
| Дисципліна                        | Золото | Срібло                                                                                     | Бронза                                                                                                 |
| --------------------------------- | --- | ------------------------------------------------------------------------------------------ | --- |
| 1920: Дінгі 12 футів              | Нідерланди (NED) · Корнеліс Гін · Йоган Гін · Франс Гін | Нідерланди (NED) · Арнауд ван дер Бісен · Петрус Бекерс                                    | Жодних інших учасників                                                                                 |
| 1920: Дінгі 18 футів              | Велика Британія (GBR) · Френсіс Річардс · Тревор Гедберґ | Жодних інших учасників                                                                     | Жодних інших учасників                                                                                 |
| 1920: 6,5 метра                   | Нідерланди (NED) · Йор Карп · Беренд Карп · Петрюс Вернінк | Франція (FRA) · Альбер Вей · Робер Моньє · Фелікс Пікон                                    | Жодних інших учасників                                                                                 |
| 1920: 6 метрів правила 1907 року  | Бельгія (BEL) · Еміль Корнейї · Фредерік Брюїнсельс · Флорімон Корнейї | Норвегія (NOR) · Ейнар Торґерсен · Лейф Еріксен · Андреас Кнудсен                          | Норвегія (NOR) · Генрік Аґерсборґ · Ейнар Бернтсен · Трюґве Педерсен                                   |
| 1920: 6 метрів правила 1919 року  | Норвегія (NOR) · Андреас Брекке · Поль Косен · Інґольф Ред | Бельгія (BEL) · Леон Уйбрехтс · Шарль ван ден Бюсш · Йон Клоц                              | Жодних інших учасників                                                                                 |
| 1920: 7 метрів                    | Велика Британія (GBR) · Сіріл Райт · Роберт Коулмен · Вільям Меддісон · Дороті Райт                                                                                                  | Норвегія (NOR) · Йоганн Фає · Стен Абель · Крістіан Дікк · Нільс Нільсен                   | Жодних інших учасників                                                                                 |
| 1920: 8 метрів правила 1907 року  | Норвегія (NOR) · Карл Рінґвольд · Торлейф Гольбюе · Альф Якобсен · Крістоффер Ольсен · Теллеф Ваґле                                                                                  | Жодних інших учасників                                                                     | Жодних інших учасників                                                                                 |
| 1920: 8 метрів правила 1919 року  | Норвегія (NOR) · Маґнус Конов · Торлейф Крістофферсен · Рейдар Мартініуссен · Раґнар Вік                                                                                             | Норвегія (NOR) · Єнс Сальвесен · Фінн Скіандер · Лауріц Шмідт · Нільс Томас · Ральф Тскуді | Бельгія (BEL) · Альбер Ґрізар · Віллі де л'Арбре · Жорж Еллебюйк · Леопольд Стандаерт · Анрі Веваутерс |
| 8,5 метра                         | Жодних учасників | Жодних учасників                                                                           | Жодних учасників                                                                                       |
| 9 метрів                          | Жодних учасників | Жодних учасників                                                                           | Жодних учасників                                                                                       |
| 1920: 10 метрів правила 1907 року | Норвегія (NOR) · Ерік Герсет · Ґуннар Ямвольд · Петтер Ямвольд · Клаус Юелль · Сіґурд Гольтер · Інґар Нільсен · Оле Серенсен                                                         | Жодних інших учасників                                                                     | Жодних інших учасників                                                                                 |
| 1920: 10 метрів 1919 rule         | Норвегія (NOR) · Карл Арентс · Отто Фалькенберґ · Роберт Їертсен · Віллі Їльберт · Гальфдан Ск'єтт · Трюґве Ск'єтт · Арне Сеєрстед                                                   | Жодних інших учасників                                                                     | Жодних інших учасників                                                                                 |
| 1920: 12 метрів правила 1907 року | Норвегія (NOR) · Генрік Естервольд · Гальвор Біркеланд · Расмус Біркеланд · Леурітс Крістіансен · Ганс Несс · Гальвор Меґстер · Ян Естервольд · Крістіан Естервольд · Оле Естервольд | Жодних інших учасників                                                                     | Жодних інших учасників                                                                                 |
| 1920: 12 метрів правила 1919 року | Норвегія (NOR) · Йоган Фріле · Артур Аллерс · Мартін Бортен · Каспар Гассель · Ерік Ервіґ · Олаф Ервіґ · Тор Ервіґ · Еїлль Реймерс · Крістен Вісе                                    | Жодних інших учасників                                                                     | Жодних інших учасників                                                                                 |
| 1920: шхерний крейсер 30 м2       | Швеція (SWE) · Єста Лундквіст · Єста Бенґтссон · Рольф Стеффенбурґ | Жодних інших учасників                                                                     | Жодних інших учасників                                                                                 |
| 1920: шхерний крейсер 40 м2       | Швеція (SWE) · Торе Гольм · Їнґве Гольм · Аксель Рюдін · Еорґ Тенґвалль | Швеція (SWE) · Ґустаф Свенссон · Персю Альмстедт · Ерік Мельбін · Раґнар Свенссон          | Жодних інших учасників                                                                                 |

## Таблиця медалей
| Місце               | Країна                | Золото | Срібло | Бронза | Загалом |
| ------------------- | --------------------- | ------ | ------ | ------ | ------- |
| 1                   | Норвегія (NOR)        | 7      | 3      | 1      | 11      |
| 2                   | Нідерланди (NED)      | 2      | 1      | 0      | 3       |
| 2                   | Швеція (SWE)          | 2      | 1      | 0      | 3       |
| 4                   | Велика Британія (GBR) | 2      | 0      | 0      | 2       |
| 5                   | Бельгія (BEL)         | 1      | 1      | 1      | 3       |
| 6                   | Франція (FRA)         | 0      | 1      | 0      | 1       |
| Загалом (6 збірних) | Загалом (6 збірних)   | 14     | 7      | 2      | 23      |